# Emily Mkamanga
Emily Mkamanga   (Chilumba, 27 de desembre de 1949 - Mzuzu, 28 de novembre de 2021) va ser una escriptora i comentarista social malawiana. Va ser una de les poques escriptores conegudes del país.

## Primers anys
Emily Lilly Mkamanga va néixer a Chilumba (Nyasaland), el 27 de desembre de 1949. Va estudiar a Livingstonia, a Uliwa, a l'escola secundària de noies de Lilongwe i a la Universitat de Malawi, on va estudiar al Bunda College d'Agricultura i es va graduar el 1971.

## Carrera
Després de treballar a l'Estació de Recerca Agrícola de Chitedze, va passar quinze anys com a oficial d'informació agrícola al Banc Nacional de Malawi. Mentre encara hi treballava, l'any 1990 va publicar The Night Stop, una novel·la sobre "la patidora dona d'un advocat promiscu".
L'acomiadament de Mkamanga del banc el 1993 va coincidir amb el final dels 30 anys al poder de Hastings Banda. L'any 2000, el seu relat d'aquells anys va ser publicat per l'editorial de John Lwanda, Dudu Nsomba. Titulat Suffering in Silence: Malawi women's thirty year dance with Dr Banda, el llibre s'ha descrit com "una anàlisi de la psique obsessiva d'un tirà modern" i com "una forma de processament de Banda". La paraula "dance" al títol es refereix al ball de dones organitzat en mítings polítics lloant el Dr. Banda. Tot i que el ball abans s'havia associat amb dones activistes, va arribar a ser exigit a totes les dones i controlat a través de la direcció del Partit del Congrés de Malawi. Mkamanga va dir que les dones havien sigut coaccionades i explotades per satisfer el dictador governant, tot i que ell es presentava com a tutor de les dones: com a nkhoswe, és a dir, un oncle o germà autoritzat a les cultures matrilineals de Malawi. Molta gent a Malawi descrivia el ball com una part tradicional de la seva cultura, una idea promoguda per Banda, mentre que Mkamanga considerava que les dones a Malawi generalment es guiaven per "tradicions patriarcals i normes culturals". El mateix any que va aparèixer Suffering in Silence, també va ser coautora de Road to Democracy: role of the media in the 2000 Malawi local government elections: final report.
Mkamanga va ser una columnista habitual del Nyasa Times, i també va escriure articles d'opinió política i social en altres publicacions. Ha estat anomenada "historiadora social" així com comentarista i periodista. El 2013, el president de la Unió d'Escriptors de Malawi la va descriure com una de les tres úniques escriptores "conegudes" del país, juntament amb Walije Gondwe i Janet Karim.
Mkamanga va formar part dels consells d'administració de diverses institucions, com ara ActionAid a Malawi, el Consell de Mitjans de Malawi, la Unió de Periodistes de Malawi, l'entitat Youth and Society i l'Institut de Periodisme d'Investigació.

## Mort
Emily Mkamanga va morir el 28 de novembre de 2021 als 71 anys al Centre Mèdic Wezi de Mzuzu.